# Azana corsicana
Azana corsicana är en tvåvingeart som beskrevs av Coher 1995. Azana corsicana ingår i släktet Azana och familjen svampmyggor. Inga underarter finns listade i Catalogue of Life.